# Charles-Hélion de Barbançois-Villegongis
Le marquis Charles-Hélion de Barbançois-Villegongis, né le 17 août 1760 à Villegongis et mort le 3 avril 1822 à Paris, est un agronome français. Il a introduit des béliers mérinos en France et a conçu un nouveau modèle de charrue.

## Biographie
Après une carrière dans l'infanterie, accaparé par la gestion et l'agrandissement de son domaine, il a été conduit à s'impliquer profondément dans le monde de l'agriculture. En 1801, président-fondateur de la Société libre d'Agriculture, Commerce et Arts de l'Indre, devenue très vite Société d'agriculture de l'Indre, il s'est révélé un agronome compétent, soucieux de faire progresser les techniques agricoles et d'élever le niveau des connaissances des propriétaires fonciers de son temps, mais aussi de ceux qui cultivaient directement la terre. Il a également été membre de la Société royale d'agriculture de Paris, et associé correspondant des Sociétés d'agriculture de la Seine et de Seine-et-Oise. Il a publié un article présentant une phylogénie des animaux et contenant un des premiers arbres phylogénétiques.

## Publications
- Mémoire sur les moyens d'améliorer les laines et d'augmenter les produits des bêtes à laine dans le département de l'Indre, Châteauroux, 1804 ;
- Le Rêve singulier, ou la Nation comme il n'y en a point, par M. de B. Tome Ier, Paris, 1808, 25 p. ;
- Observations sur les mérinos, présentées à la Société d'agriculture du département de l'Indre, dans sa séance du 1er dimanche de septembre 1810, par M. de Barbançois, Châteauroux, impr. de Brandely, 1811, 21 p.
- Petit Traité sur les parties les plus importantes de l'agriculture en France, Paris, Grégoire, et chez Mme Huzard, 1812, in-8°, 256 p. ;
- Principes généraux sur l'instruction, rédigés par demandes et réponses pour servir à l'instruction des jeunes gens, par M. le Mis de B***, Paris, impr. de Mme Huzard, 1816, 64 p. ;
- par ailleurs auteur de plusieurs mémoires d’économie rurale dans les Éphémérides de la société d’agriculture de l’Indre de l’an XIII à 1818